# Петар Протић
Петар Протић (Свилеува, 11. новембар 1873 - ?) био је учесник Првог балканског рата.

## Живот и рад
Петар Протић рођен 11. 11.1873. год. у Свилеуви. Завршио нижу гимназију у Ваљеву и вишу у Шапцу. Ступио је у Војну академију 2. августа 1893. године.

## Први балкански рат
Учествовао је са својим батаљоном у Првом Балканском рату. У борбама код Бакарног Гумна, подлегао је ранама и умро у Прилепу. Касније су његови посмртни остаци пренети у Београд.

## Одликовања
- Медаља за војничке врлине (1901)
- Споменицом Краља Петра I (1903)
- Краљевски Орден Карађорђеве звезде IV реда (1904)